# Canalone
Canalone  fueron miniespacios de humor dirigidos por Luis Guridi y producidos por Videomedia para el programa de televisión Lo + Plus emitido en Canal +.

## Contenido
Canalone (Canal-One) es un formato creado por Luis Guridi y producido por Videomedia, para su emisión en forma de sketches durante el programa Lo + Plus de Canal +.
En él, el cabeza de la familia Marañón, nos invita diariamente a ver sus esperpénticos programas de televisión, que graban en el salón de su propia casa, junto con algún que otro vecino y Carrasco, el portero de la finca. 
Un retrato de la España más profunda, en clave de humor y siempre en las antípodas del buen gusto ético y estético.

## Formato original
- Formato vídeo: Betacam SP.
- Sonido: Mono.

## Ficha artística
- Dirección: Luis Guridi.
- Guiones: Juan Maidagán, Juan Carlos Blázquez, Pepón Montero, Santiago Aguilar y Luis Guridi.
- Colaboraciones: Marisa Jiménez, Santiago Aguilar y Víctor Coyote.
- Fotografía: Moti (José Moreno).
- Estilismo: Amparo Utrilla.
- Sonido: Pedro Soto.
- Producción: Seve Carballal y Marisa Jiménez.